# Stockton & Darlington Railway
La Stockton & Darlington Railway (S&DR) fu una società ferroviaria attiva nel nord-est del Regno Unito dal 1825 al 1863. La sua prima linea collegò le miniere di carbone presso Shildon con Stockton-on-Tees e Darlington, e fu inaugurata ufficialmente il 27 settembre 1825, risultando la prima ferrovia del mondo aperta al trasporto pubblico dei passeggeri e delle merci che abbia usato per la trazione la locomotiva a vapore. Con 26 miglia (40 km) di lunghezza, era anche la più lunga linea ferroviaria del mondo del tempo.
Progettata per trasportare merci e passeggeri, la linea venne costruita dapprima per collegare le miniere di carbone dell'interno col porto di Stockton, dove il minerale veniva caricato sulle navi per il trasporto via mare. Il trasporto del carbone per l'imbarco sulle navi diventò rapidamente un affare remunerativo, e la linea fu presto estesa al nuovo porto e alla città di Middlesbrough. I passeggeri viaggiarono su carrozze trainate dal cavalli a partire dal 10 ottobre 1825, ma il servizio non era gestito direttamente dalla S&DR ma da appaltatori.
Nel corso dei successivi 38 anni la S&DR fu costantemente ampliata fino a costituire una fitta rete che serviva a sud e a ovest i centri di Durham, Cleveland e Westmorland e consentiva il traffico fino a Cumberland, a pochi chilometri dalla costa occidentale.
La S&DR fu coinvolta nella costruzione della East Coast Main Line tra York e Darlington, ma la sua maggior espansione fu tra Middlesbrough Docks e Weardale, a ovest, e Redcar a est. Essa patì diverse gravi difficoltà finanziarie dopo il 1845 e fu prossima all'assorbimento da parte della York, Newcastle and Berwick Railway, prima che l'apertura delle miniere di ferro di Cleveland e il conseguente aumento delle entrate le permettessero di onorare i propri debiti. Nel 1860 essa assunse il controllo delle società ferroviarie che attraversavano i Pennines congiungendo la West Coast Main Line a Tebay e Clifton, vicino Penrith.
La S&DR fu assorbita dalla North Eastern Railway nel 1863 (confluita nel 1923 nella London & North Eastern Railway), e le trasferì 200 miglia di tracciato (320 km) e circa 160 locomotive, ma continuò l'esercizio indipendentemente come Darlington Section fino al 1876.
L'inaugurazione della linea S&DR fu considerata la dimostrazione della validità dell'impiego della trazione a vapore sulle ferrovie, e fu ricordata con grandi manifestazioni nel 1875, nel 1925 e nel 1975. La maggior parte del tracciato originale del 1825 attualmente è servita dalla Tees Valley Line, esercita dalla Northern Railway.

## Storia

### Origini
Il carbone dalle miniere dell'entroterra della Contea di Durham veniva trasportato caricandolo su cavalli da soma, e poi su carri a trazione animale quando le strade furono migliorate. La costruzione d'un canale navigabile fu proposta da George Dixon nel 1767, e di nuovo nel 1815 da John Rennie, ma entrambe le proposte non andarono a buon fine.
Alcuni anni dopo fu proposta la costruzione di un canale su un tracciato che avrebbe evitato i centri urbani di Darlington e di Yarm, ma quest'idea fu contrastata da un incontro pubblico tenutosi a Yarm. Fu consultato l'ingegnere gallese George Overton, che propose la costruzione d'una tranvia su strada. Overton sviluppò un rilevamento e progettò una strada dalle miniere di carbone di Etherley e Witton Collieries a Shildon, che sarebbe dovuta passare a nord di Darlington per raggiungere Stockton. L'ingegnere scozzese Robert Stevenson dichiarò il proprio favore a una ferrovia, e un pioniere delle ferrovie, il Quacchero Edward Pease, sostenne l'idea in un confronto pubblico svoltosi a Darlington il 13 novembre 1818, promettendo un rimborso del cinque per cento dell'investimento. Circa i due terzi delle azioni furono venduti in loco, e il resto fu acquistato dai Quaccheri.
Nel marzo 1819 fu presentato al Parlamento un disegno di legge, ma poiché il tracciato proposto sarebbe dovuto passare attraverso la proprietà di John Scott, II conte di Eldon e attraverso una delle tenute per la caccia alla volpe di William Vane, I duca of Cleveland, vi fu un'opposizione e il progetto fu bocciato per 13 voti.
Overton studiò un nuovo tracciato che schivava il territorio di Darlington e si cercò un'intesa con Eldon, ma un'altra domanda fu rimandata all'inizio del 1820, quando la morte del re Giorgio III fece sì che fosse improbabile che un progetto di legge potesse essere approvato in quell'anno parlamentare. I promotori presentarono un progetto di legge il 30 settembre 1820: il tracciato era stato modificato a seguito d'un accordo col Viscount Barrington affinché la linea non attraversasse le sue proprietà. Questa volta il progetto non ebbe oppositori, ma il disegno di legge portò quasi al fallimento il comitato promotore quando i prescritti quattro quinti delle azioni non furono venduti. Il Pease sottoscrisse una quota di 7 000 £. Da quel momento egli ebbe una considerevole influenza sulle vicende tanto che la ferrovia fu soprannominata la "Quaker line". Il decreto ricevette l'assenso reale il 19 aprile 1821. Esso concedeva la costruzione di una ferrovia che avrebbe potuto essere adoperata da chiunque tramite veicoli appositi previo il pagamento d'un pedaggio, che sarebbe stata chiusa al traffico la notte, e a cui i proprietari di terreni distanti non più di 5 miglia avrebbero potuto collegare diramazioni a servizio dei loro interessi. Nel testo non si faceva cenno alle locomotive a vapore.

### George Stephenson
Incerto circa la competenza dell'Overton, Pease chiese a George Stephenson d'incontrarlo a Darlington.
Il 12 maggio 1821 gli azionisti scelsero Thomas Meynell quale presidente del consiglio d'amministrazione e Jonathan Backhouse quale tesoriere. La maggior parte del comitato dirigente, che comprendeva Thomas Richardson, Edward Pease e suo figlio Joseph Pease, era costituita da Quaccheri. Il comitato disegnò un sigillo che mostrava dei carri merci trainati da un cavallo, e adottò il motto latino Periculum privatum utilitas publica ("Un rischio di [una società] privata per [l'espletamento di un] servizio pubblico"). Il 23 luglio 1821 si decise che la linea sarebbe stata una ferrovia con rotaie dotate di bordino invece che una plateway, e Stephenson fu convocato affinché predisponesse uno studio aggiornato della linea". Stephenson raccomandò di utilizzare rotaie costituite di ghisa malleabile, sebbene possedesse una quota del brevetto di un tipo innovativo di rotaie in ghisa. Comunque la linea fu armata con entrambi i tipi.
Durante lo studio di fattibilità Stephenson fu assistito dal figlio diciottenne Robert e verso la fine del 1821 egli rassegnò le sue conclusioni, secondo cui sarebbe stato possibile costruire una linea ferroviaria che rispettasse le prescrizioni legislative e che fosse praticamente utilizzabile. Tuttavia egli propose un tracciato diverso, di 3 miglia più breve e che avrebbe evitato lo scavo di trincee e di gallerie.
Overton aveva comunicato di essere a disposizione, ma senza ulteriore partecipazione agli oneri, e perciò il 22 gennaio 1822 gli azionisti scelsero Stephenson quale ingegnere capo, assegnandogli uno stipendio di £ 660 all'anno.

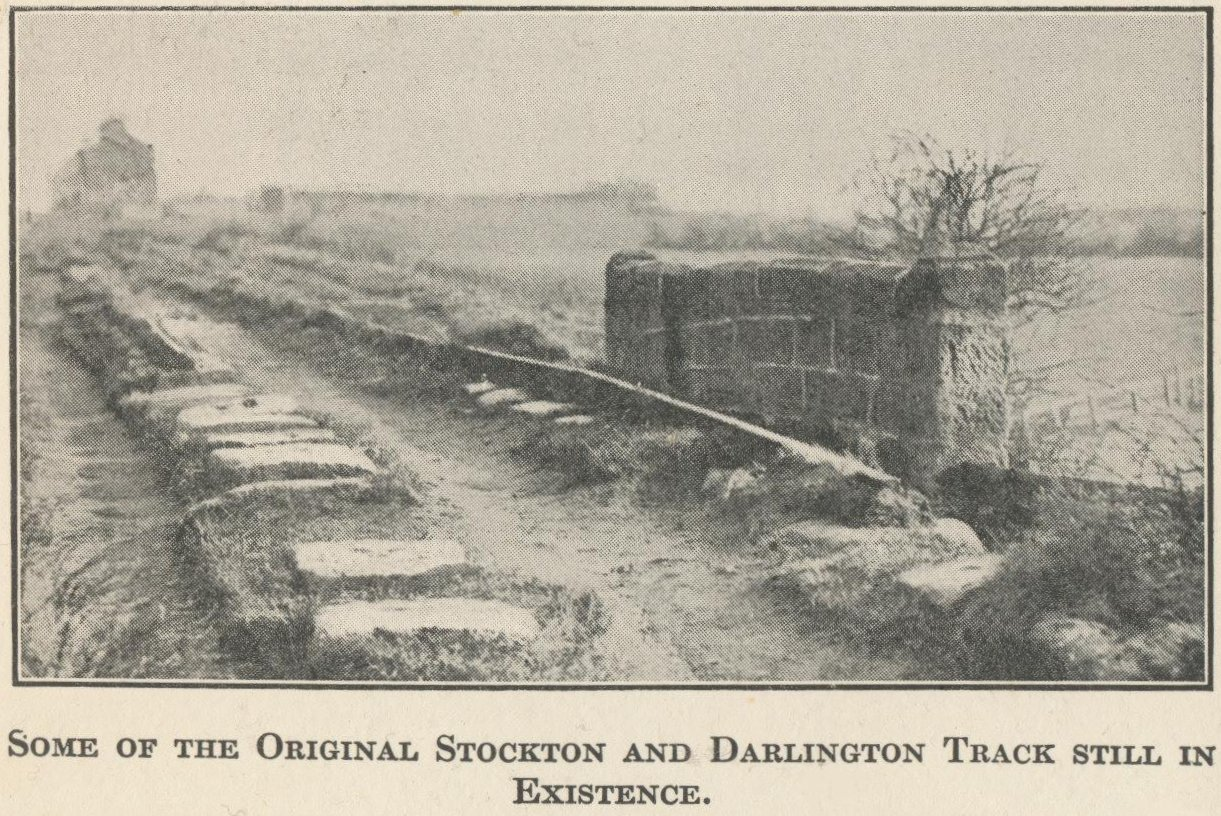
Un tratto del binario originale della linea, ancora esistente nel 1925 circa.

Il 23 maggio 1822 con una cerimonia a Stockton fu celebrata la posa del primo tratto di binario. Lo scartamento fu di 4 piedi e 8 pollici, lo stesso usato da Stephenson per la Killingworth Railway, e la sua utilizzazione in molte altre linee progettate dagli Stephenson nel Regno Unito e in altri Paesi fece sì che esso diventasse lo scartamento normale dell'Europa e di buona parte delle reti extraeuropee.
Stephenson caldeggiò l'impiego sulla linea di locomotive a vapore. Pease visitò la Killingworth Railway a metà del 1822, e i direttori visitarono la Hetton colliery railway, su cui Stephenson aveva introdotte delle locomotive a vapore. Fu presentato un nuovo disegno di legge, che faceva riferimento all'istanza di Stephenson di una modifica del tracciato rispetto a quello del progetto originale e all'uso di "loco-motives or moveable engines". Esso fu approvato il 23 maggio 1823.
La linea fu installata su rilevati alti fino a 48 piedi e Stephenson progettò un ponte a travata in ferro battuto per attraversare il fiume Gaunless. Il ponte di pietra sul fiume Skerne fu progettato dall'architetto di Durham Ignazio Bonomi.
Nel 1823 Stephenson e Pease aprirono la Robert Stephenson and Company, la fabbrica di locomotive di Forth Street, Newcastle, alla quale nel 1824 la S&DR ordinò due locomotive a vapore e due macchine a vapore fisse. Il 16 settembre 1825, quando la macchina a vapore fissa era già in opera, la prima locomotiva, la Locomotion No. 1, lasciò l'officina. Il giorno dopo fu data la comunicazione che la ferrovia sarebbe entrata in esercizio il 27 settembre 1825.

### L'inaugurazione
Il costo di costruzione della ferrovia aveva ampiamente superato le previsioni. Entro il settembre 1825 la società aveva preso in prestito £ 60.000 in prestiti a breve termine e aveva bisogno di cominciare a guadagnare. Una carrozza passeggeri della ferrovia, denominata Experiment, arrivata la sera del 26 settembre 1825, fu agganciata alla  Locomotion No. 1 , e Pease, Stephenson e gli altri membri del comitato compirono un viaggio di prova tra Shildon e Darlington, con James Stephenson, il fratello maggiore George, ai comandi.

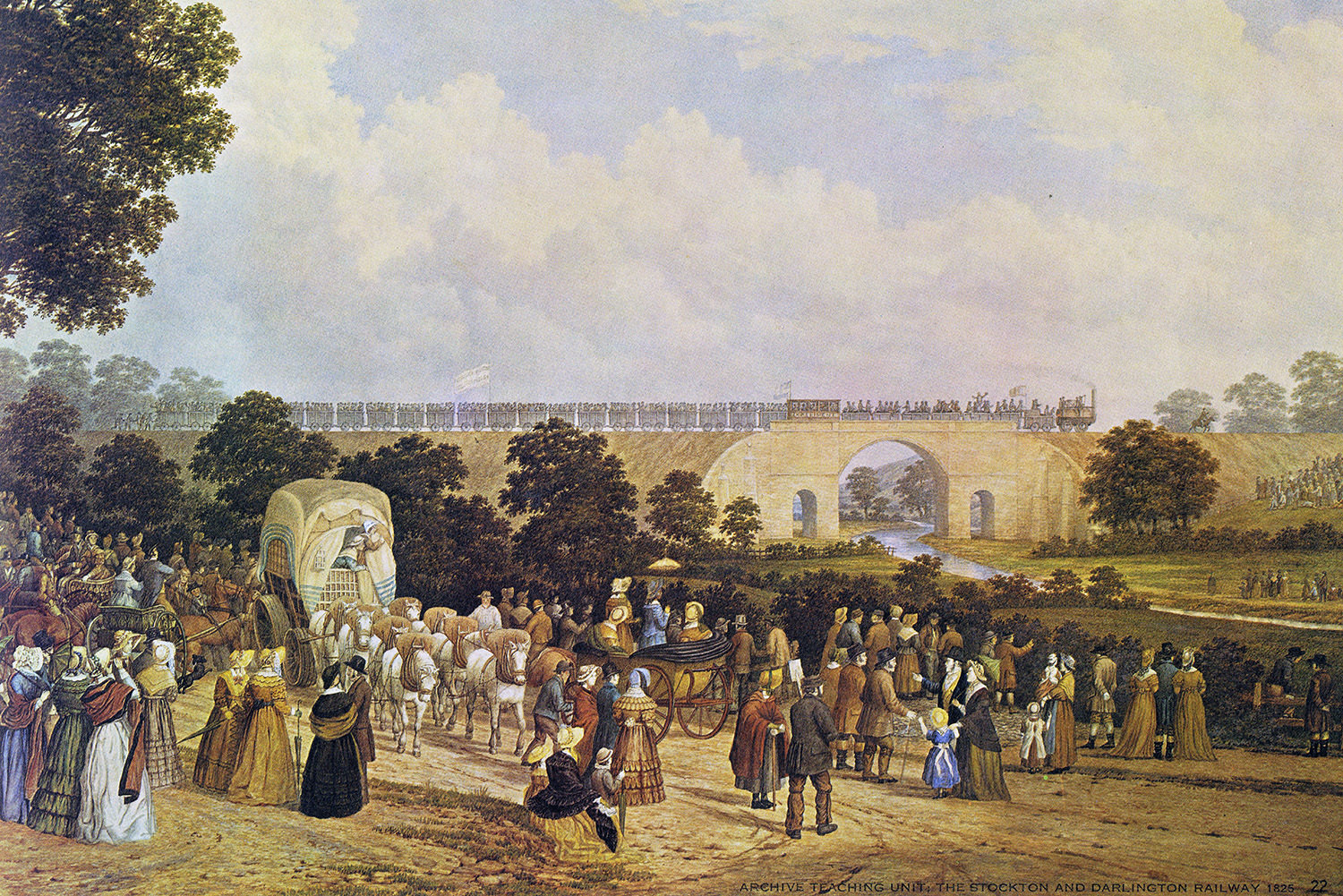
John Dobbin, Apertura della ferrovia Stockton e Darlington (1880 ca). National Railway Museum, York. Il dipinto raffigura un treno sul ponte del fiume Skerne a Darlington.

 Tra le 7 e le 8 del mattino del 27 settembre 1825, 12 carri merce carichi di carbone (ognuno dei quali trasportava 1 chaldron di Newcastle, equivalente a circa 53 centum weight, o cwt, pari a circa 5 900 lb, ossia 2 700 kg) furono trainati fino a Etherley North Bank da una fune trascinata da una macchina a vapore fissa posta sul culmine, e poi calati lungo l'altro versante di South Bank verso St Helen's Auckland. Al treno fu agganciato un carro carico di sacchi di farina, e poi i cavalli da tiro trainarono la colonna fino al Brusselton West Bank, dove migliaia di persone s'erano radunate per guardare il secondo motore fisso trainare il convoglio lungo la salita e trattenerlo lungo la discesa. A Shildon Lane End aspettavano il treno le locomotive Locomotion No. 1, Experiment e 21 carri per il trasporto del carbone che erano stati dotati di panche per i viaggiatori.
Gli amministratori avevano previsto posti per 300 passeggeri, ma alla fine il treno trasportò da 450 a 600 persone, la maggior parte in piedi nei carri vuoti e alcuni accovacciati sul carbone caricato sugli altri. I frenatori presero posto accanto alle testate dei carri e alla fine il treno poté avviarsi, preceduto da un uomo a cavallo che sventolava una bandiera. Scendendo verso la pianura il treno aumentò la propria velocità da 10 a 12 mph (16 a 19 km/h), lasciandosi alle spalle dei cacciatori a cavallo che avevano cercato di tenere il passo. Il treno si fermò quando il carro che trasportava gli ispettori e gli ingegneri perse una ruota. Il carro guasto fu sganciato e abbandonato fuori dalla linea a così la corsa poté continuare. Successivamente, a causa d'un guasto della locomotiva, ci fu una sosta durata 35 minuti per la riparazione. Durante il seguito della corsa il treno raggiunse 15 mph (24 km/h) e infine terminò il proprio viaggio prima di poter essere accolto da circa 10.000 persone in attesa, allorché giunse ad una fermata presso il bivio per Darlington. L'intero percorso di 8,5 miglia (13,7 km) era stato compiuto in due ore, e sottraendo i 55 minuti delle due fermate fu tenuta una velocità media di 8 mph (13 km/h). Il contenuto di sei carri di carbone fu distribuito ai poveri, fu offerto un rinfresco ai dipendenti della società e molti dei passeggeri provenienti da Brusselton scesero a Darlington, venendo sostituiti da altri.
Vennero agganciati due carri destinati a Yarm Band, e alle 12.30 la locomotiva partì per Stockton. Il treno adesso era composta da 31 veicoli, oltre la locomotiva, e trasportava 550 passeggeri. Sulle cinque miglia (8,0 km) di tracciato quasi in piano a est di Darlington furono raggiunti, con un certo sforzo, più di 4 mph (6,4 km/h). Una folla di curiosi lo aspettava alla barriera doganale di Yarm, dopo la quale avrebbe attraversato Stockton. Avvicinandosi a Stockton il treno aumentò la propria velocità e raggiunse le 15 mph (24 km/h), prima che un uomo che viaggiava aggrappato alla fiancata d'un carro cadesse, avendo il piede schiacciato dal veicolo che seguiva. Il treno arrivò a Stockton 3 ore e 7 minuti dopo aver lasciato Darlington. Il viaggio inaugurale fu considerato un successo e la sera 102 persone presero parte a una cena celebrativa presso il Municipio.

### L'esordio dell'esercizio pubblico
La ferrovia che fu aperta nel settembre 1825 aveva una lunghezza di 25 miglia (40 km) e congiungeva Phoenix Pit, Old Etherley Colliery, con Cottage Row, Stockton. C'erano anche una diramazione di 0,5 miglia (0,8 km) per il deposito locomotive di Darlington; una di 0,5 miglia (0,8 km) per Hagger Leases; e una di 0,75 miglia (1,2 km) per Yarm.
Per la maggior parte dell'armamento il binario era costituito da rotaie di ferro dolce della massa di 28 pounds per yard (14 kg/m). Nei bivi 4 miglia (6,4 km) erano armate con rotaie di ghisa della massa di 57,5 lb/yd (28,5 kg/m).
La linea era a semplice binario, con quattro binari di precedenza per miglio. Le rotaie erano appoggiate su dadi di pietra, non collegati da traverse affinché i cavalli potessero camminare all'interno del binario. I dadi di pietra furono utilizzati per le traverse a ovest di Darlington, mentre per la parte a est si adoperarono traverse di quercia. Stephenson avrebbe preferito che tutte le traverse fossero con dadi di pietra, ma il costo del trasporto dalle cave della zona di Auckland sarebbe stato eccessivo.
Al momento dell'inaugurazione la società era indebitata e impossibilitata e ottenere altri finanziamenti. All'inizio del 1826 Pease compì due ricerche di nuovi fondi per pagare i dipendenti. Nell'agosto 1827 la società aveva estinto i propri debiti ed era in grado di raccogliere di nuovo finanziamenti. In quel mese fu aperta la diramazione per Black Boy e s'iniziò la costruzione de nuovi rami Croft e Hagger Leasing. Durante il 1827 il valore dei titoli aumentò da £ 120 a £ 160 al end.

### Riferimenti
1. ↑  Robert, p. 7.
2. ↑  Kirby, ultima di coperta.
3. ↑  Tomlinson, pp. 40-41.
4. ↑   Efforts that kept the mines afloat, in The Northern Echo, Newsquest (North East) Ltd, 16 giugno 2008. URL consultato il 12 settembre 2013.
5. ↑  Allen, p. 16.
6. ↑  Tomlinson, pp. 45-47.
7. ↑  Allen, pp. 16-17.
8. ↑  Tomlinson, pp. 55, 63.
9. ↑  Kirby, p. 33.
10. ↑  Allen, p. 17.
11. ↑  Tomlinson, pp. 64-67.
12. ↑  Tomlinson, p. 70.
13. ↑  Kirby, p. 37.
14. 1 2  Allen, p. 19.
15. ↑  Tomlinson, p. 73.
16. ↑  Kirby, p. 184.
17. ↑  Tomlinson, p. 74.
18. ↑  Rolt, p. 74.
19. ↑  Tomlinson, p. 76.
20. 1 2  Allen, p. 20.
21. ↑  Tomlinson, pp. 79-80.
22. ↑  Smiles, p. 150.
23. ↑  Smiles, p. 154.
24. ↑  Tomlinson, p. 83.
25. ↑  Tomlinson, pp. 85-86.
26. 1 2  Rolt, p. 75.
27. ↑  Tomlinson, pp. 95-96.
28. ↑  Tomlinson, p. 105.
29. ↑  Tomlinson, pp. 105-106.
30. ↑  Tomlinson, pp. 109-110.
31. ↑  Tomlinson, pp. 110-112.
32. ↑  Rolt, p. 85.
33. ↑  Tomlinson, pp. 112-114.
34. ↑  Tomlinson, p. 106.
35. ↑  Tomlinson, pp. 89-90.
36. ↑  Allen, p. 27.
37. ↑  Tomlinson, p. 91.
38. ↑  Tomlinson, pp. 138-140.